# Pfohlbach (Eichenbühl)
Pfohlbach ist ein Gemeindeteil der Gemeinde Eichenbühl im unterfränkischen Landkreis Miltenberg in Bayern.

## Geographie
Das Dorf liegt am linken Ufer der Erf auf 180 m ü. NHN. Der durch Pfohlbach fließende Kaltenbach teilt das Dorf in zwei offizielle Ortsteile. Das größere Pfohlbach links des Baches liegt auf der Gemarkung von Eichenbühl, Pfohlbach rechts des Baches auf der von Riedern. Im Süden und Osten von Pfohlbach verläuft die Landesgrenze zu Baden-Württemberg.